# Carlo Zanfrognini

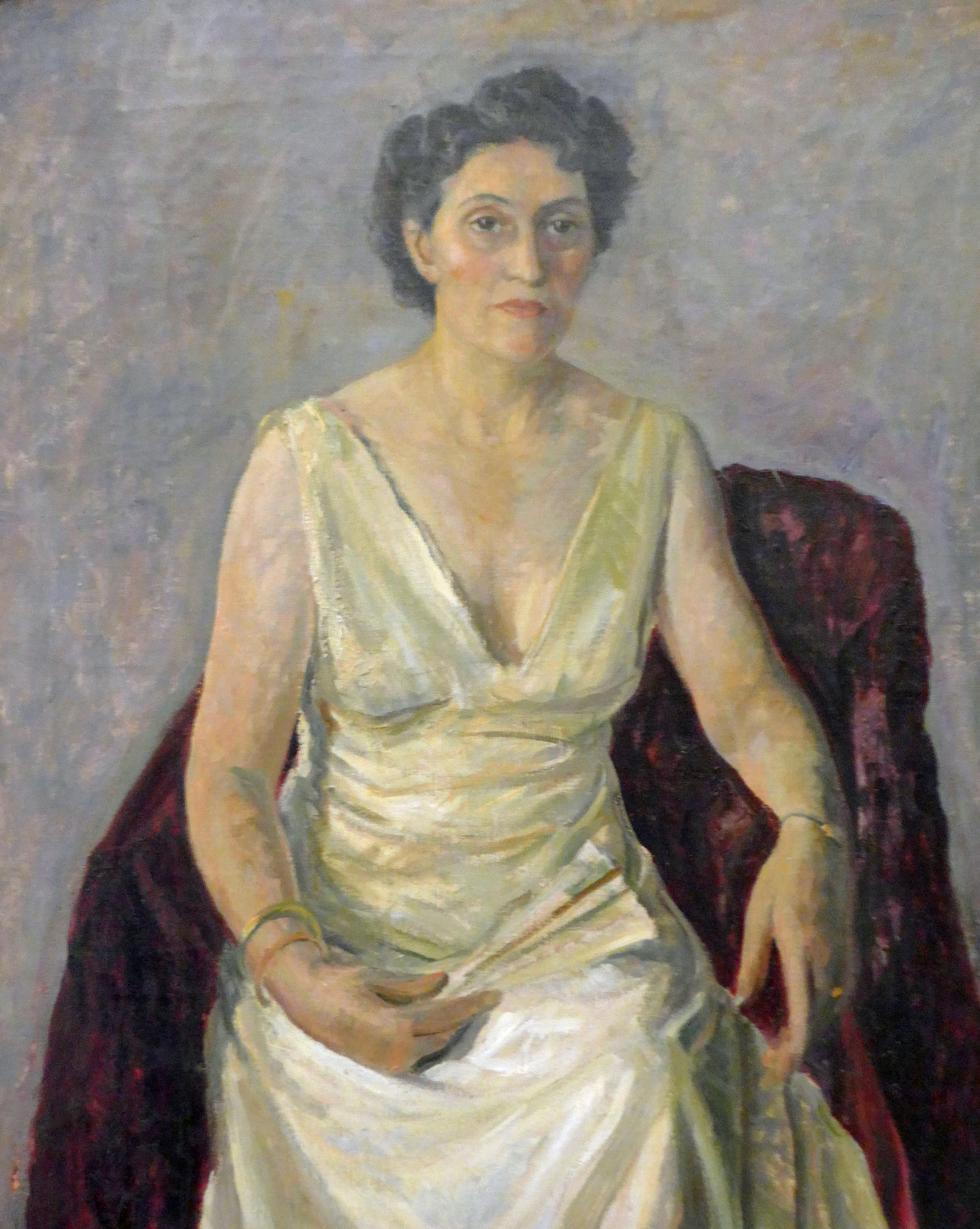
Il ventaglio, Civica raccolta d'arte Medole.

Carlo Zanfrognini (Mantova, 29 aprile 1897 – Mantova, 13 gennaio 1976) è stato un pittore e restauratore italiano.

## Biografia
Carlo Zanfrognini prese il cognome dalla madre, Armea Zanfrognini. Nel 1907, alla morte del padre naturale dei suoi figli, Ugo Poma, figlio della pittrice Orsola Ferrari e di Luigi Poma che era fratello di Carlo, uno dei Martiri di Belfiore, Armea Zanfrognini si trovò in ristrettezze economiche: i primi sette figli erano bambini o adolescenti e l'ultimo, Ugo, era nato pochi mesi dopo la morte del padre naturale.
Carlo Zanfrognini non seguiva diligentemente i regolari corsi scolastici e la madre lo mise in collegio. Ma il ragazzo era svogliato e si sentiva attratto dall'arte: aveva sviluppato una bella voce baritonale e sognava di fare il cantante lirico. Possedeva anche doti naturali come disegnatore e pittore e ottenne il diploma alla Regia Scuola d'Arte di Mantova. In pittura si ispirò al paesaggio mantovano, nei toni autunnali e invernali. Dipinse anche marine e ritratti, nel gusto del chiarismo lombardo. Risentì in un primo periodo l'influsso dei pittori mantovani Domenico Pesenti (1843-1918) e di Alfonso Monfardini (1887-1965), poi seguì un proprio itinerario.
Nel 1952 la Provincia di Mantova accolse la richiesta di Carlo Zanfrognini, fatta a nome dei pittori, scultori e incisori aderenti alla CISL, di una collettiva nella Casa del Mantegna.
Oltre alla pittura, Carlo Zanfrognini si dedicò al restauro di dipinti antichi. Nel 1930 restaurò l'abside del santuario della Madonna delle Grazie, a Chiavari e gli affreschi di tre cappelle della Basilica di Sant'Andrea, a Mantova. Dal 1955 al 1958 restaurò undici soffitti affrescati, nel Palazzo Grassi-Ferrero-Lamba-Doria, a Savona. Restaurò anche il dipinto di Giovanni Canavesio nella chiesa di San Bernardino, a Triora (Imperia). Durante i restauri nel santuario della Madonna del Frassino, a Peschiera del Garda, Carlo Zanfrognini scoprì un San Bernardino, attribuito a Domenico Morone.

## Opere
- Scalo merci (nevicata), 1930
- Battelli da pesca, 1949
- Mantova, Il gasometro, 1954 Civica Raccolta d'arte di Medole
- Paesaggio all'Anconetta, Museo d'arte moderna e contemporanea dell'Alto Mantovano Gazoldo degli Ippoliti
- Il ventaglio, olio su tela, Civica raccolta d'arte Medole
- Piazza Concordia
- Torre gonzaghesca

## Mostre
- 1939, personale, Galleria Gianferrari, Milano.
- 1943, partecipa alla Quadriennale di Roma.
- 1944, personale, Pietole.
- 1949, collettiva, Circolo Artistico, Bologna.
- 1951, partecipa alla Quadriennale di Roma.
- 1951, personale alla Galleria Bolzani, Milano
- 1952, collettiva, Casa del Mantegna, Mantova.
- 1958, personale riassuntiva, Galleria Gonzaghesca, Mantova.
- 1959, partecipa alla Quadriennale di Roma.
- 1959  personale, Palazzo Lamba-Doria, Savona.
- 1968, antologica (1915-1968), Galleria La Torre, Mantova.
- 1984, antologica (1915-1975), Galleria La Torre, Mantova.